# Antoine Arnaud (canut)
Pour les articles homonymes, voir Antoine Arnaud et Arnaud.
Le commandant Antoine Arnaud (né à La Croix-Rousse le 30 mars 1831, mort fusillé à Lyon le 20 décembre 1870) est un canut, chef d'atelier, républicain, commandant élu d'un bataillon  de la garde nationale. Son logement, qui était également son atelier de tisseur, était situé au 2 rue Dumont-d'Urville à la Croix-Rousse, à Lyon.

## Biographie
Fils cadet d'une famille de neuf enfants il est né à La Croix-Rousse le 30 mars 1831, année de la première révolte des canuts. Son père était chef d'atelier et sa mère canuse. Il travaille dans l'atelier de ses parents et, quand il a 18 ans, son père décède. Il devient alors membre de la « Société du Devoir mutuel » et membre des compagnons ferrandiniers sous le nom de : Lyonnais de loyauté. Ayant fait un "mauvais" tirage au sort il est engagé en Algérie dont il revient en 1856. Il se marie alors avec Antoinette Matra avec laquelle ils font trois enfant. En 1866, il est chef d'un atelier comprenant quatre métiers pour tisser de la ferrandine (tissus en fils de soie sur sur une trame en fils de coton ou de lin). Il est alors en plus de membre du Devoir mutuel et des compagnons ferrandiniers, administrateur de la Société des tisseurs, Franc-maçon dans la loge "Bienfaisance et amitié" et membre de la Garde nationale dont il deviendra commandant du 12ème bataillon et républicain convaincu.
En décembre 1870, au cours de la guerre franco-allemande, l'annonce de la défaite des légions du Rhône à la bataille de Nuits (18 décembre 1870) fait craindre aux Lyonnais l'arrivée imminente des Prussiens. Dans un contexte déjà tendu (on se situe quelques semaines après la première Commune de Lyon), un mouvement insurrectionnel souhaite alors s'emparer du pouvoir pour préparer la défense de la ville. Le 16 septembre , Bakounine arrive à l'invitation de ses partisans (la Section lyonnaise de l'Internationale) en souhaitant profiter de la situation pour lancer la révolution sociale internationale. Un appel est lancé pour mener une grande manifestation le 28 septembre place des Terreaux afin de réagir contre la baisse des salaires votée par le conseil municipal et prendre des mesures de défense nationale. Le maire de Lyon, Jacques-Louis Hénon, républicain modéré, en appelle à la garde nationale sous la pression de près de 8000 manifestants. Sous le commandement de Chavant et Antoine Arnaud, les gardes républicains viennent chasser les révolutionnaires de l'Hôtel de ville sous les cris « Vive le conseil municipal ! », « A bas l'internationale ! ». 
Le 20 décembre, les émeutiers, parmi lesquels se trouvent des gardes nationaux, souhaitent que les commandants élus de la garde nationale prennent part à leur mouvement. Arnaud venant secourir son collègue Chavant maltraité par la foule et ayant refusé, il est bousculé à son tour par les émeutiers. Alors qu'il cherche à se défendre, des coups de feu sont échangés. Traîné jusqu'à la salle Valentino, un tribunal improvisé le condamne à mort hâtivement pour avoir voulu tirer sur la foule.
Il est fusillé sur la place d'armes du Clos Jouve et tombe en criant : « Vive la république ! Vive Garibaldi ! »
Deux jours plus tard, le 22 décembre Léon Gambetta (ministre de l'Intérieur et ministre de la Guerre) vient à Lyon, accompagné d'Eugène Spuller, pour assister aux funérailles et rendre un dernier hommage au commandant Arnaud, devenu un symbole de la Troisième République.

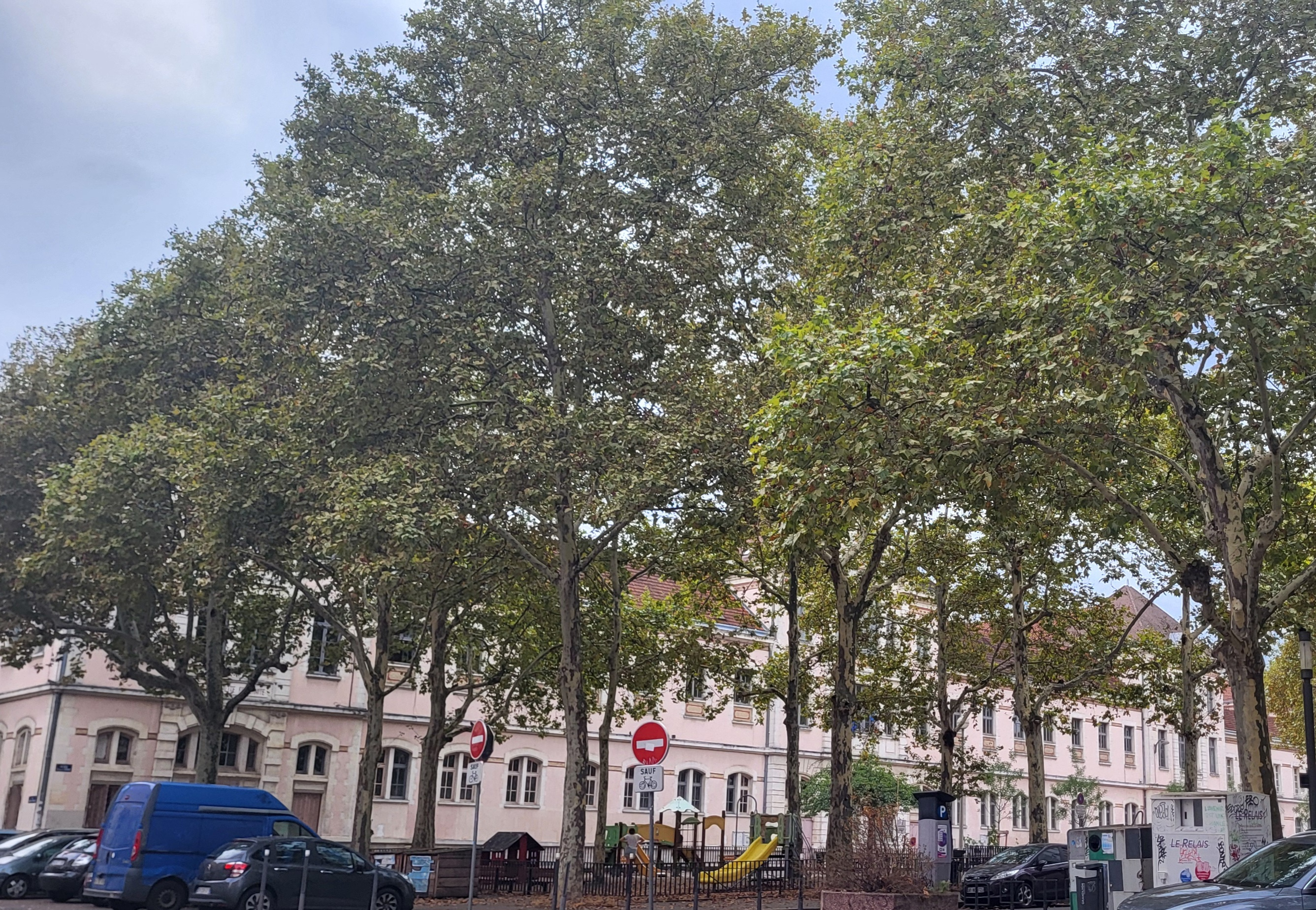
École Commandant Arnaud place du Commandant Arnaud à Lyon

La ville adopte ses enfants, décide de verser une pension à sa veuve. Un monument est édifié en son honneur au cimetière de la Croix-Rousse.
En 1886 est inaugurée « l'école Commandant-Arnaud », l'une des deux premières écoles du 4e arrondissement de Lyon.
L'ancienne place le Tisseur à La Croix-Rousse est renommée place du Commandant-Arnaud en 1890.
Une médaille déposée aux Musées de la ville de Paris a été gravée en son honneur.

### Articles
- Jean Barbier, « Septembre 1870 Le réveil des républicains extrémistes », Lyonmag.com, no 121,‎ janvier 2003, p. 114 - 116
- Julian Archer, « Un épisode révolutionnaire à Lyon en 1870 : L'assassinat du commandant Arnaud », Le journal de Lyon, no dans " numéros,‎ aout 1971, p. 8
- Julie Bordet, « Fusillé au Clos Jouve, qui était le commandant Arnaud qui a donné son nom à une place de la Croix-Rousse ? », Le Progrès,‎ 7 octobre 2023 (lire en ligne ).
- Bruno Benoit, « L'assassinat du Commandant Arnaud en 1870. N'est ce pas Marianne qu'on assassine ? », Bulletin du centre Pierre Leon d'histoire économique et sociale,‎ 1er décembre 1997, p. 75-88 (lire en ligne [PDF])

### Ouvrage
- R.Simon, Assassinat du Commandant Arnaud âgé de 39 ans, condamné sommairement par la populace et fusillé le 20 décembre 1870, Croix-Rousse Lyon, imp. C. Bassard, 1914, 15 p., p. 1 - 15
- Mémoires d'un citoyen concernant les événements de Lyon en 1870 - 1871, Pierre Valin, Imprimerie du Ve François Lépagnez
- Dutacq et  Latreille, Histoire de Lyon Tome III de 1814 à 1940, Lyon, Librairie Pierre Masson, 1952, p. 238 - 241
- M.G.Martiny de Riez, Histoire du commandant ARNAUD extrait de l'Histoire illustrée de la guerre de 1870-71, Paris, MM. Deneuville et Cie, 1871, Chapitre XIV : La province 280-282

### Video
- L'Ecclésiaste, « 🇫🇷 🎖Le Commandant qui s'est sacrifié pour la ville de Lyon en 1870 : Antoine Arnaud », sur Youtube,‎ 5 novembre 2023 (consulté le 16 septembre 2024)